# Capulus danieli
Capulus danieli is een slakkensoort uit de familie van de Capulidae. De wetenschappelijke naam van de soort is voor het eerst geldig gepubliceerd in 1858 door Crosse.